# 김두한
김두한(金斗漢, 1918년 6월 23일~1972년 11월 21일)은 일제강점기의 독립운동가 백야 김좌진 장군의 서자 출신이며, 일제강점기 말기의 건달 무리를 거느렸던 조직폭력배 출신으로, 대한민국의 재선 국회의원(제3·6대 의원)을 지낸, 해방 및 광복 이후의 전직 정치인이었다. 본관은 안동이며 호는 의송(義松)·가송(嘉松). 별명은 잇뽕(一本)이다.
일제강점기 말 18세 약관(1935년)으로 서울에서 유력한 조직폭력배의 우두머리로 군림하였으며, 1945년 해방 후, 미군정기에서는 잠시 지인들의 유혹으로 인하여 조선공산당 산하의 조선청년전위대 대장으로 있었으나, 이내 탈퇴하고 우익으로 전향하여 반탁운동 등을 비롯한 광란의 좌우 대립 시기에 반공 투쟁과 정치 테러 활동을 전개했다. 한국 전쟁 당시에는 사실상 부산으로 피난을 내려가 건달 활동을 계속하였다.
3대 국회 · 6대 국회 등 국회의원을 지내면서 이승만 정권, 박정희 정권의 독재를 비판하였다. 6대 국회의원에 당선 직후 한국독립당 내란음모사건으로 옥고를 치렀고, 한국 비료 주식회사가 사카린을 밀수하자 국회에서 삼성과 박정희 정권을 비판하며 국무위원 및 정일권 국무총리 등에게 오물을 투척하였다.
경기도 수원 신민당 후보로 대한민국 제7대 국회의원 선거 유세에서 조선민주주의인민공화국의 전깃불 관련 발언이 조선민주주의인민공화국을 찬양했다는 혐의로 반공법으로 옥고를 치렀다. 이후에는 박정희 정권의 독재를 비판했다. 1972년 11월 18일에 갑자기 쓰러져 의식불명이 되었고 진단받았으며 11월 21일에 오랜 지병으로 인해 향년 54세로 사망하였다.
아무리 독재에 저항하며 투쟁하는 정치 활동을 하여 많은 고초를 겪은 것은 객관적인 사실이나, 인간 김두한보다는 '장군의 아들'이라는 부친의 후광에서 벗어나지 못한 한계가 있다. 재차 아울러 또한, 《백야 김좌진 장군의 초배 본부인 오숙근 여사의 소생의 아들이 아닌 이유가 주된 주요 빌미로써, 김좌진 장군의 아들이 아니라는 친자 논란》이 있으며, 자서전 등을 통한 일방적인 주장으로 일부 내용은 역사적 사실과 다르며 왜곡, 미화, 과장된 부분이 다수라는 것이 일반적인 평가로써, 《그토록 과장된 내용의 역사적인 김두한의 왜곡된 이미지가 도드라진다》는 촌평의 범위가 더 광범위하다.

## 생애 초기

### 출생과 유년

김좌진의 피살 이후 아들 김두한 등 유가족이 유린당하며 풍전등화 참상에 대한 1932년 12월 23일자 중앙일보

회고록 등을 통한 당사자의 주장에 의하면 김두한은 김좌진의 서자로 서울 종로에서 태어났다. 7살 되던해에 외조모와 함께 강원도 속초를 출발하여 블라디보스토크를 거쳐서 북간도 목단강역에서 부친 김좌진과 상봉한 적이 있다고 한다. 며칠후 귀국하였고 그후 청산리 전투에서 광복군이 큰 승리를 거두었다.
청산리 전투를 빌미로 외조모와 생모가 일본 경찰에 구속되자 7살때 개성에 있는 외삼촌집으로 보내졌다. 10살이 되던해에 부친 김좌진이 암살당한후 외삼촌이 냉대하기 시작하였고, 그래서 독립하고자 가출하여 홀로 서울로 왔다. 처음에는 거지들과 함께 수표교 아래에서 살았다. 그러다가 13살 경부터 파고다 공원 근처에서 설렁탕집을 운영하는 원영기라는 노인의 도움을 받으며 생활하게 되었다. 형평운동을 했었던 원영기는 "왜놈의 공부는 할 필요가 없다. 곧 우리나라가 독립하게 되니 그때 공부하라."고 하였고 그의 뜻에 따라 학교는 다니지 않고 운동에만 전념했다.

### 청년 시절

1944년, 반도의용정신대를 이끌던 시절, 앞쪽 맨 왼쪽이 김두한.

원영기가 죽은후 서울에서 깡패들을 때려눕히며 1935년 나이 18세에 우미관을 장악하였다. 또한 개인적으로 1930년 후반 배우 김승호, 동양극장 극단에 소개하고 곤경에 처한 권투선수 정복수를 도와주었고 종각의 술집에서 일본 헌병장교들을 때려눕혀 목숨의 위협을 받았던 레슬링 선수 황병관을 구해주기도 했다.
태평양 전쟁이후 1942년 조선총독부로부터 김두한에게 강제로 징용이 요구되었는데, 이 때 그는 조선 총독부와 협상하여 경성특별지원청년단(반도의용정신대)이라는 청년단체를 조직하였고 단장으로 재직, 징용 대체 근로활동을 하였다. 한편, 1944년 이재희와 혼인하였다.

## 해방 정국 활동

### 광복 직후
1945년 해방 이후 김두한은 건국준비위원회 등에 참여하여 용산의 일본군 무기고를 무력으로 점령하여 활약하였다고 하나 이 시기 김두한의 활동에 대해서는 확실히 검증되는 것은 없다. 하지만 곧 미군정기로 인해 건국준비위원회 등 단체들이 해체되자 김두한은 죽마고우인 친구 정진룡의 부탁으로 함께 조선공산당 산하 조직인 조선청년전위대에 가입하였다. 김두한은 노변야화 라디오 방송에서, 김일성도 자신을 눈여겨 보았으며, 인민군 남조선 사령관 (소장)으로 임명하겠다는 제의도 있었다고 회고하였다.
하지만 얼마 안가서 김두한은 조선청년전위대를 탈퇴하였는데 그의 전향 원인은 지금도 명확하게 밝혀지진 않았다. 김두한 본인은 부친의 동지였던 이규갑, 윤치성, 유진산, 염동진, 박용직이 부친 김좌진의 죽음에 대해 알게 되어 탈퇴를 하였다고 밝혔는데 사실관계에 틀린 점이 많아 현재의 역사학계에서는 인정하지 않는다. 부친의 동료였던 이범석, 신익희 등 우익 인사들의 지속적인 설득과 본인에게도 우익에서 활동하는 것이 배경적으로나 정치적으로나 더 좋은 환경이라는 판단 하에 자발적으로 전향하였다는 설이 우세하며, 전향 후 염동진이 조직한 백의사에서 비공식으로 활동하였다.
1946년 김구, 이승만, 김규식 명예회장, 유진산 회장, 그리고 김두한을 감찰부장 겸 별동대 대장으로 참모총대장 문영철등을 조직하여(전국2만3천여명..부하.일정때부터만들어 진조직숫자.)대한민청이 조직되었다. 김두한은 대한민청의 실질적 지도자로서 반탁운동 등 좌우대립에서 우익의 선봉장 역할을 하면서 산정호수 김일성 별장습격, 박헌영 납치미수, 국군준비대 습격, 학병동맹 습격, 전평 본부습격, 심영·신불출 습격, 과거 친일사업가들의 거금 압수, 9월 총파업 등에 활약하였고, 김원봉 습격, 좌우합작 방해 (여운형 협박 벼랑에서 낙하사건, 김규식 협박) 등에도 관여하였다고 뒷날 회고록에서 밝혔다. 좌우합작 방해 이후 경교장에서 김구의 격려와 충고 이후에는 임시정부계열 인물들과 대립이 없었다고 한다. 남로당 총책이었던 박갑동에 의하면 미군정과 경찰에 잡히면 안심했고 별동대에 잡히면 죽는다며 공포의 대상이었다고 한다. 당시 별동대의 활동반경은 북으로는 연천군, 남으로는 화성, 수원, 용인에 이르렀을 정도로 전 경기도를 통틀었다고 한다.

### 체포와 석방
김두한은 대한민청의 실질적 지도자이자 우익의 선봉장으로서 활약하였으며 청년단체 자금을 마련하기 위해 훗날 반민특위의 체포대상이었던 박흥식 등 친일파 자본가들 집에 습격하기도 했다고 하며 1원도 사사로운 곳에 쓰지 않았다는 근거로 서울 종로구 삼청동의 자신의 집을 저당과 이승만의 친필 휘호를 보여주며 영수증을 썼다고 회고록에서 밝혔다.
1947년 대한민청에서 조선공산당 소속 전위대장 정진룡을 살해한 사건이 계기가 되어 미군정 의해 포고령 위반 및 살인죄로 체포되었고 사형을 선고받았다. 3심 판관이 사퇴제출하는 등 재판 과정에서도 좌우간에 대립이 극심하였고, 1948년 3월 21일 김구는 "근일에 김두한 군의 사건을 보아도 우리가 얻는 바 교훈이 많다. 김 군이 자기범행에 대해서 법적 제재를 받는 것은 당연하다고 말할 수 있으나, 그 범행이 애국적 동기에서 나왔다고 간주할 수 있으며, 또 그가 위대한 애국자 김좌진 장군의 영사(令嗣)라는 점에서 보면, 그에 대한 구명운동이 그토록 열렬하지 못하다고 아니할 수 없다. 그러면 우리는 과연 어떻게 할 것인가"라고 말하였다. 1948년 3월 24일 지청천, 이범석 등이 존 하지에게 진정하는 등 그의 구명운동을 벌였다.

## 정치 활동

### 제1공화국
사형선고를 받고 집행을 기다리는 중이었던 김두한은 1948년 8월 15일 대한민국 제1공화국 출범으로 인해 사건이 미군정에서 대한민국 검찰로 이관되었고, 곧 석방되었다. 그 후 대한청년단의 감찰국장 겸 건설국장을 역임하였다. 이후 노동운동에 투신하여 노동운동가로서도 활동했으며 우익 활동 또한 계속되었다. 이승만 정부에 의해 암살 대상의 표적이 되기도 했다. 김구의 암살 시기 이전인 1949년 6월 17일에는 국가보안법 위반 혐의 등으로 투옥되어 옥고를 치렀다.

### 한국 전쟁
한국 전쟁이 발발하자 김두한은 과거 별동대의 대원으로 추정되는 4명에게 극적으로 배를 구해 한강을 건널 수 있었다고 한다. 이후 인민군과 전투를 벌이며 계속 남하하여 부산에 도착하였는데, 그의 회고록에는 그 당시에 부산에 피난해 있던 고위층이나 사회 유력인사들의 행태에 큰 실망을 느끼고 그들을 응징했다고 하는 부분이 보인다. 그후 노동자 인권 증진 관련 활동에도 관심을 보였다고도 전해진다. 노변야화 라디오 증언에 따르면 이승만이 그에게 내무부장관을 주겠다는 제의를 하였으나 본인이 거절했다고 한다. 또한 이승만이 학도병을 이끌고 낙동강 전투에 크게 활약한 김두한을 국민방위군 사령관(육군 준장)으로 제의하고 임명해주겠다고 했으나 김두한 본인은 사관학교 출신도 아니고 군대 경험이 없다고 해서 거절했다. 또한 전쟁 중에 전선에 젊은 군인들이 피 흘리며 죽어가고 있는데 신나는 노래를 틀고 남녀가 춤을 추는 카바레는 있을 수 없다며 모든 부산의 카바레의 폭력배들을 구타하고 카바레를 폐업을 했다.

### 정치활동

사사오입 개헌 파동 무렵의 이야기하고 있는 민관식, 이철승, 김두한

1956년 7월 27일, (앞) 김두한, (뒤) 조병옥 비롯해 야당의원들

이정재 사단의 국회에 난입 김두한 의원 협박사건에 대한 동아일보 1956년 2월 16일자

1954년 서울 정동 배재학당에서 열린 여야 국회의원 친선 야구경기를 마치고 선수들이 기념사진, 왼쪽은 민관식, 오른쪽 첫 번째는 김두한, 두 번째는 김영삼

김두한은 1954년 5월 20일 제3대 국회의원 선거에 종로구 을구 4선거에서 무소속으로 출마하여 법조인 한근조와의 근소한 차이로 승리, 당선되었다. 그러나 자유당에서 이승만의 종신제를 위한 무소속 의원들을 끌어들이기 위해 김두한은 이승만 정부를 비판한 혐의로 선거법 위반과 정치권력으로 멋대로 행패부리는 부하 김관철 살해미수로 구속되었는데, 자유당 입당 조건으로 석방되었다. 하지만 이승만, 이기붕과는 정치노선을 달리 하였으며, 자유당 의원총회에서는 이승만 종신집권 추진 핵심인물에 한 명이었던 장경근에게 주먹을 날리기도 했다.
그 후 1954년 7월 16일에 판잣집철거에 관한 청원에 참여하였다. 이승만 3선 개헌한 때는 개헌한 공고 서명을 거부하였고 국회에서 1954년 11월 27일 비밀투표를 한 결과, 재적의원 203명, 참석 의원 202명 중, 찬성이 135표, 반대가 60표, 기권이 7표로 1표 차로 부결을 선포했으나, 자유당은 사사오입 개헌을 일으켰다. 이 사건에서 개헌 반대 투표를 던진 의원들은 자유당에서 제명조치되어 탈당당하였고, 이후 김두한은 무소속으로 활동하였다.
1956년 1월 진보당추진위원회에 조직부로 참여하였다. 그러나 부흥주택대지 2중 매매 혐의로 시경에 내사받았고 진보당을 탈퇴하였고, 곧 노농당으로 옮겼다.
계속 이승만 정부에 대해 비판하였고 그 과정에서 이정재에게 국회 휴게실에서 권총으로 협박을 당했으나 김두한은 이정재를 호통쳤다고 한다. 이 사건으로 야당은 테러사건을 조사하기 위해 조사위원회를 결성하려고 했으나 당사자 김두한은 야당의 결성을 반대하였고 그냥 조용히 넘어가자고 주장했던 후문이 전해진다.
1956년 7월 27일 지방선거 입후보 방해에 대한 야당 국회의원들이 거리시위를 한 7.27 데모사건에서 김종원 치안국장의 지휘하에 거리시위를 진압하는 경찰들과 몸싸움을 벌였다.
시가행진 이후 김두한 등 야당 의원 15명은 이기붕 의장 사직권고결의안을 제출하였다. 계속해서 이승만 정부를 비판하였고 그 일로 1956년 10월 5일 이승만을 민족반역자라고 비판한 국가원수모독죄로 의원징계처분을 받았다. 1956년 10월 13일 배재학원 운동장에서 열린 제1차 여야 민의원 친선 야구대회에 참가하였다.
1957년 5월 25일 장충단 공원에서 열린 야당 시국강연회에서 경호총책임자를 맡았다. 제4대 국회의원 선거에서 제3대 국회 당시 한국불교태고종, 대한불교조계종 대립에서 비구승을 옹호하여 종로구에 대처승의 본부를 두고 있던 종교 인사들에게 탄압을 받았으며 게다가 자유당을 한 경력, 자잘한 폭행 사건과 말실수 등으로 구민들의 신뢰를 잃어 대한민국 제4대 국회 종로구에서 노농당 후보, 대한민국 제5대 국회 충남 홍성에서 무소속, 6대 국회 종로구에서 무소속 등 연이어 낙선하였다.
이후 제4대 대통령 선거에서 조병옥 선거운동에 참여하였고 전국고학생연맹 등 고학생들을 지원하는데 인색하지 않았다 하며 신기범, 이찬오 등 학생들과 교류하였다. 4.19혁명 이후 남산의 이승만 동상을 철거하였다.

### 제2공화국 시절
1960년 8월 장면이 차기 총리로 유력시되자 그가 친일파였다는 소문이 다시 확산되었다. 8월 19일 국회에서 장면의 총리 지명동의안 표결이 있기 전 김두한은 여의도 국회의사당에 나타나 장면의 친일경력을 문제삼았다. 김두한은 장면에게 역사적인 귀한 표를 던져서는 안된다는 내용과 장면의 창씨개명을 적은 문건을 뿌리고, 장면을 국무총리로 뽑는다면 의사당을 불살라 버리겠다고 외쳤으나:80 사전 제지당했고, 장면의 총리 인준안은 무난히 통과되었다. 총유효득표수 225표 중, 찬성 117, 반대 107, 기권 1로 정족수를 채우고 총리에 피선되었다.

### 제3공화국
5·16 군사정변 이후 1962년 3월 1일 독립유공자들에게 건국훈장을 수여식이 있었는데 김두한은 부친 김좌진을 대신해 건국훈장 대한민국장을 수여받았다. 일각에서는 그 역시 독립운동가라는 주장이 제기되기도 하였지만, 이후에 김두한은 5·16 군사 정변에 대해 관망하는 입장이었으나 군의 원대 복귀한다는 공약을 믿고 애국단을 조직하였으나 곧 해체되었다.

#### 한독당 내란음모사건
1965년 6월 22일 한일협정이 체결되자 이에 반대한 민중당 의원 8명이 8월에 의원직을 자진사퇴하였다. 민중당 서민호 의원이 사퇴로 궐석이 된 용산구 보궐선거가 같은해 11월 9일 치루어졌는데 김두한은 한국독립당 후보로 출마하여 당선되었다. 그러나 1966년 1월 8일에 김두한은 국가보안법 위반 및 내란음모 혐의로 구속되었다. 중앙정보부는 김두한을 비롯한 한국독립당 당원들이 주도하여 5단계 혁명 계획을 수립하고 사제폭탄을 만들어 교외에서 실험하는등 정부 전복을 기도하였다고 발표하였다.
1월 29일 국회에서 김두한 의원 석방 결의안이 통과되어 19일만인 1월 31일 석방되었다. 불구속 상태에서 수사와 재판이 진행되어 4월 28일에 5년을 구형받았으나 5월 10일에 관련 혐의자 전원 무죄가 선고되었다. 구속되어 있던 19일간 김두한은 건강이 악화될 정도로 많은 고문을 당하였다. 이후 김두한은 용산에서 이재민이 발생했을 때 서울시장과 만나 봉천동에 터를 마련해서 이주시켰으며 판잣집 철거 문제와 갈등이 발생할 때마다 앞장서기도 했다고 한다.

#### 국회 오물 투척 사건
1966년 9월 22일 한국 비료 주식회사가 사카린을 밀수한 사건으로 국회에서 대정부 질문 중 무소속 김두한은 국회발언대에서 발언했는데 발언 내용은 아래와 같다.
| “ | 이병철이 밀수를 할 수 있었던 것은 정부가 범죄를 저지를 만한 환경을 조성해 줬기 때문이다. 민족주의를 파괴하고 재벌과 유착하는 부정한 역사를 되풀이하는 현 정권을 응징하고자 한다. 국민의 재산을 도둑질하고 이를 합리화시키는 당신들은 총리나 내각이 아니고 범죄 피고인에 불과하다. 그러니 우선 너희들이 밀수한 사카린 맛을 봐라. | ” |
|   | — 국회회의록 中 |   |

라고 비판하며 국무위원 등에게 미리 준비한 똥물을 투척하였다.
이후 이병철 한국비료 사장(삼성그룹 회장)은 사카린 밀수사건과 관련 한국비료를 국가에 헌납하고 언론 및 학원 사업에서 손을 뗄 것을 선언하였다. 그 후 이병철 사장은 헌납 교섭을 맡았던 장기영 부총리가 해임되자 개각 1주일 만인 1967년 10월 11일 한국비료 주식의 51%를 국가에 헌납했다.
이 사건으로 김두한은 국회의원직을 사퇴한 뒤 곧바로 구속기소당하였고 정부는 김두한을 강하게 비판하였다. 하지만 김두한의 편을 드는 여론이 절대다수였으며 이 기세로 그는 제2당인 신민당에도 영입되었다.

## 말년과 사망

### 총선 출마와 구속
국회 오물 투척 사건으로 옥고를 치르다 병보석으로 석방된 김두한은 1967년 6월 8일에 실시된 제7대 총선에 경기도 수원에서 신민당 후보로 출마하였다. 유세중 대한민국과 북한의 전깃불 비교 발언이 북한을 찬양했다는 혐의로 반공법 위반으로 구속되었고 선거에도 낙선하였다. 서대문 형무소 교도관 서윤환은 "반공법 위반으로 구속된 그날 저녁 김두한 씨가 비에 젖은 채 감방에 왔는데 손과 발에 수갑이 채워져 있었다. 온몸이 피멍 투성이였다."고 하며 그 다음 날 남산 중앙정보부에 끌려가 심한 고문을 당했지만 돌아와서는 "서 동지, 나 죽을 뻔했어"라며 웃을 뿐 불만은 토로하지 않았다고 말하였다. 이후 석방된 김두한은 박정희 정권의 독재를 지속적으로 비판하였다.

### 재야 활동과 사망
말년에는 광산사업과 정릉관광사업등에 손을 댔으나 실패하였다. 아울러 노동운동을 했으며 대학생들과 교류 등 재야인사로 활동하였다. 김두한은 1972년 11월 18일, 전화를 받고 외출했다가 청계천3가 센추럴호텔 객실 302호에서 쓰러진채 발견되었다. 급히 서대문 고려병원 응급실로 옮겨졌다. 당시 진찰을 했던 의사는 1년차 레지던트 손관수씨로, 환자의 상태는 의식불명의 혼수상태였으며 특별한 외상은 없었고 오랜 지병이라는 진단을 내렸다. 중환자실에 입원은 했으나 상태가 매우 안좋아 가망성이 없다는 의료진의 판단하에 보호자와 상의후 20일 오전에 퇴원하였다. 김두한은 11월 21일 오전 9시 5분 서울특별시 성북구 정릉동 무허가 자택에서 향년 55세에 오랜 지병으로 세상을 떠났다. 공교롭게도 그가 죽은 1972년 11월 21일은 박정희 정부가 유신헌법 찬반 여부를 묻는 국민투표를 실시하여 압도적인 지지로 유신헌법을 확정한 날이다.

### 장례와 언론보도
당시 대부분의 언론에는 김두한의 일대기에 대하여 '협객' 등의 표현을 써가며 긍정적인 논조로 쓰여진 기사들이 게재되었다. 그리고 윤치영, 민관식 등 여야를 가리지 않고 많은 정치계 인사들이 조문하였다. 슬하에는 탤런트 김을동 등 2남 1녀를 두었다. 장례는 조시원이 장례위원장으로 광복장으로 진행되었으며 경기도 양주시 장흥면 신세계공원묘지에 안장되었다. 훗날 장녀 김을동을 비롯한 유족들과 지인들 그리고 언론에 의해 김두한의 타살의혹이 제기 되곤 하였다.

## 친자 논란
김두한이 김좌진 장군의 아들인가에 대한 논란이 있다. 이런 의혹을 공개 지면을 통해 제기했던 사람은 도올 김용옥이다. 김용옥은 1990년 신동아에 기고한 글에서 '김두한은 김좌진의 아들이 아니다'라고 주장했다. 또정받은 핵심자료라도 되는듯, 자서전의 모순만 발견하면 김두한의 출생의 근거가 사라지는듯한 착각을 한다는 점이다. 사실 김두한의 일생을 바탕으로 한 영화와 드라마가 제작, 방영되는등 대중적인 인지도가 있음에도 불구하고 그의 출생과 일제시대의 행적은 거의 대부분이 검증되지 않은데다 심층적인 연구가 이루어지지 않았다. 이것이 당연한것이 김두한이 김구 이승만 김일성 등 그 시대에 대한민국의 역사에 핵심이 되는 인물은 아니므로 심층적 연구를 한 사람이 거의 없다. 게다가 해방이후 각종 폭력이 심하던 시절은 한국 역사의 암흑기로 역사학자들이 제대로된 연구결과를 내놓지 못하고 있다. 하지만, 김두한은 1930년 김좌진 사망이후 유명인이 되어서, 그 동년배중에선 압도적으로 많은 자료가 남은 인물이기는 하다.
하지만, 학술적 연구와 별개로 영화 드라마 등에 묘사된 그의 행적은 주로 1963년에 출간한 자서전 <피로 물들인 건국 전야>와 동아방송 라디오 프로그램 "노변야화 - 김두한 편" 등 김두한 본인의 증언에 근거하는것이 대부분이다. 김두한의 자서전 <피로 물들인 건국 전야>는 절판되었다가 2002년에 <김두한 자서전>이라는 제목으로 재출판되었다. 자서전 상에 일부가 역사적인 사건과 일치하지 않는 부분이 있어 내용에 대한 신뢰성은 떨어지는 편이다. 즉, 결국 영화 드라마등 픽션의 근거로 사용될뿐, 역사적 사료로써의 가치는 없다고 보면 된다.
그러나 실상은 김두한 자서전의 대부분은 자신의 인생에 대한 자화자찬이 대부분이며,  특히 일제시대 조직폭력, 해방이후 극우폭력, 정치인으로 삶을 과대포장하고 미화한 내용이 대부분이다. 실제 이 부분의 과대포장이 심한 편이다. 말하자면 일종의 픽션인셈이다.  하지만, 김두한 자서전이 엉터리라는 이유로, "김두한이 일제시대 종로의 폭력배였다는 사실은 허위이다"  "김두한이 해방이후 정치폭력배였다" "김두한이 국회의원이었다"는 식으로 거의 인생의 주요 사건을 부정 사람은 아무도 없다. 즉, 김두한이 조직폭력배 혹은 정치인이라는 그의 경력이, 김두한의 자서전을 근거로 주장한게 아니기때문에, 그 자서전의 세부내용이 틀리다고해서 그가 조직폭력배인적 없다고 우기는 사람은 없다.
마찬가지로, 그는 이미 1930년대에 이미 김좌진의 아들로 인정받고 평생을 김좌진의 아들로 살아왔고, 그가 김좌진의 아들로 인정받은 시기에는 그 자서전따위는 존재하지도 않았다. 즉, 그의 자서전이 틀리다고해서 그가 김좌진의 아들이 아니라는 증명은 전혀 아니다. 김두한의 자서전은 그의 인생의 말기에 라디오 출연등의 즉흥적인 방식으로 기억에 의존해서 씌여졌을뿐이므로, 디테일한 부분은 틀린게 많은게 당연한것이다. 생방송 라디오에서 자화자찬을 하고 자기자랑한것을 글로 옮긴 내용이 날짜같은 디테일이 당연히 틀릴수있다.   김두한 자서전은 당연히 역사사료급이 아니므로, 그 책으로 뭘 증명하는 자료로 쓰일수없고, 그의 인생을 반박하는 자료로도 쓰일수없다.  그럼에도 김두한 자서전의 세부내용이 틀리다는걸 근거로 김두한 출생이 가짜라고 주장하는 한심한 주장이 실제로 많았다.
2001년 홍성군에서 『대한독립군단 총사령관 백야 김좌진 장군 전기』라는 책을 발간했는데, 말이 전기이지 그냥 김좌진이 주인공인 역사소설이다.  한편 21세기 이후 다시 이슈가 된 이유는 그의 딸인 김을동이 국회의원이 되었고, 정치적으로 반대세력의 주요 공격 목표가 된 상황이다.  특히 2020년이후 김좌진의 진짜 증손자라는 김장춘 관련해서 김두한이 가짜라는 주장이 다시 인터넷에 퍼지고 있다. 특히 문제인것은 『대한독립군단 총사령관 백야 김좌진 장군 전기』 소설을 자세히 분석해 김좌진의 부인과 관련 묘사가 모순이 많으므로, 현실에서 김좌진 부인은 모두 가짜라고 비판하는것이다. 사실 소설로 그냥 소설일뿐, 그 소설 내용이 모순이 많다고해서, 현실에서 그게 뭘 증명하지는 않는다. 하지만 이런 엉터리 내용이 유튜브까지 올라가면서 이것이 인터넷상에 널리 퍼지고 있다. 하지만, 이 책은 그냥 역사 소설이기때문에 당연히 역사책과는 다르고, 만약 고증이 잘못되었다면, 그 저자에게 따져물수는 있겠지만, 김두한의 출생이 틀린것과는 무관함에도, 마치 김두한 출생이 엉터리라는 근거자료인양 주장했다.
예를들어, 이 책에서 부인 중 이복희는 1910~1920년으로 기록했으니 10살에 사망한 셈이다. 김영숙 여사는 1919~1928년으로 기록했다. 그러나 그 책 내용대로면 이복희는 1920년 20세에 사망했다고 되어있으므로 단순히 편집실수이다. 김영숙도 마찬가지인데 이 책 내용을 보면 원래 작가는 1909~1928년으로 기술하려했으나 잘못 편집한것으로 보인다.  이 부분을 가지고 8살에 출산했다, 10살에 출산했다는 내용이니 엉터리라고 주장한다. 또나혜국 여사가 첫 애를 낳고 9개월만에 둘째애를 낳았다는 내용은 애초에 그 책 저자의 잘못으로 엉터리 기술을 한것뿐이며, 실제로는 두 아이가 3살차가 난다고 알려져있다.  이렇듯 이 책의 저자와 편집자가 편집실수를 한 내용일뿐이다.  게다가 이 책은 홍성군이라는 일개 군에서 군수의 결정으로 공무원과 작가가 편집한것이므로 사실 이 책을 읽은 사람도 별로 없고, 이게 공적으로 어떤 공신력을 가진 서적도 아니다.  즉, 이 책이 내용이 편집이 잘됐든 못됐든, 현실에서 김좌진과 그 가족이 진짜인지 가짜인지의 자료로 활용될순 없다.
그 이외에 나혜국 여사와 그 여동생이 일제에 협력했다는 식의 주장은 정설이 아니라 김장춘 관련 인사들이 일방적인 주장일뿐이며, 실상은 공식적으로 독립운동가로써 여러곳에서 인정받는 분인데, 그런 엉터리 주장이 무슨 근거라도 있는양 인터넷에 퍼지고 있으니 문제이다.
- 굿 피플 선정 정치계 101인 중 한 사람으로 선정되었다.[86][87][88]

- 전 통일부총리 권오기는 "조악하고 거칠기는 했지만 결코 야비하지는 않았다고 하면서 인간 김두한은 시원시원한 말투와 예의를 지닌 호감이 가는 사람이었다"고 말했다.[89]

- 바른 사회 밝은 정치 시민연합(상임대표 전득주 숭실대교수)에서 조사한 역대 가장 훌륭한 국회의원으로서 신익희, 조병옥, 제정구 등과 함께 선정되었다.[90]

### 부정적 평가
- 역사학자인 한홍구는 김두한에 대해 "우리 역사에서 참으로 악역을 많이 맡았지만, 분명히 그 어딘가 미워할 수 없는 구석이 있다.", "나름대로 자기 입장을 갖기 위해 열심히 살았지만, 그는 주변의 모사들에 의해 이용되는 경우가 많았고, 끝내 자신의 이름보다 장군의 아들이란 아버지의 후광 속에 들어가야만 빛을 발하는 존재가 되고 말았다."라고 평가했다.[91]

### 기타
- 와싱톤이라는 예명을 쓰는 협객이 독립운동 혐의로 일제 경찰에게 모진 고문을 당해서 형무소에 쓰러져 빈사상태가 되었다. 이 때 김두한은 이 와싱톤을 살리기 위해 돌아다니면서 닥치는대로 돈을 구해와서 결국 와싱톤을 병원에 입원시켜 살려냈다. 실존인물 와싱톤은 성이 '정씨'인 것만 밝혀진 상태이다.[출처 필요]

- 차지철은 박정희 정부에서 4선 의원을 지낸 국회의원이다. 차지철은 국회에서 자신의 발의에 대해 부정적인 반응을 보이는 국회의원을 구타하는 매우 나쁜 버릇이 있었는데 이를 보다 못한 김두한이 상의를 탈의한 뒤 차지철 앞에 서서 네가 그렇게 힘이 쎄다며? 그럼 힘 없는 다른 의원들 말고 나와 맞붙는 건 어떠한가?라고 말하자 차지철은 김두한에게 지레 겁을 먹고 바로 퇴근했다.[92]

## 학력
- 교동공립보통학교 2학년 중퇴

## 약력
- 대한민주청년동맹 (大韓民主靑年同盟) 감찰부장 및 별동대장
- 전국학생연맹고문
- 대한학도의용군참모장
- 대한노동조합연합회최고위원
- 대한부흥건설단장
- 국민연합전선의장
- 불교양로원부원장
- 대한권투총연맹이사
- 전국고학생총연맹위원장

## 가족 관계
4명의 부인에서 4남 2녀의 자녀를 뒀으며 호적상으로는 본처 이재희의 자녀로 입적되었다.
- 아버지 : 김좌진(1889년~1930년)
- 생모 : 김계월(1904년~1970년대)
  - 처 : 이재희(1924년~1987년)
    - 딸 : 김을동(1945년~)
      - 외손자 : 송일국(1971년~)
      - 외손부 : 정승연(1976년~)
      - 외손녀 : 송송이(1973년~)

  - 처 : 김부미(1917년~1999년)
    - 딸 : 김영채
    - 아들 : 김경민(1955년~)
    - 아들 : 김현성

  - 처 : 박정인[93](1933년~)
    - 아들 : 김주택

  - 처 : 김순옥(1945년~)
    - 아들 : 김범상

## 김두한이 등장한 작품

### 드라마
- 강인덕 - 1981년 《제1공화국》 MBC 드라마
- 강인덕 - 1989년 《제2공화국》 MBC 드라마
- 김영인 - 1989년 《무풍지대》 KBS 드라마
- 강인덕 - 1993년 《제3공화국》 MBC 드라마
- 이훈 - 1999년 《왕초》 MBC 드라마
- 장태성 - 2001년 《동양극장》 KBS 드라마
- 곽정욱 - 2002년 《야인시대》(소년시절) SBS 드라마
- 안재모, 김영철 - 2002년 《야인시대》(청년시절, 중, 장년 시절) SBS 드라마
- 강인덕 - 2004년 《명동백작》 EBS 드라마
- 강민서, 김규열 - 2004년 《영웅시대》(1,2부 출연) MBC 드라마
- 김성태 - 2009년 《경숙이 경숙아버지》 KBS 드라마
- 김민교 - 2013년 《SNL 코리아, GTA경성》 tvN 예능

### 영화
- 장동휘 - 《팔도 사나이》 (1969년)[94]
- 이대근 - 《실록 김두한》 (1974년), 《협객 김두한》, 《김두한 (제3부)》, 《김두한 (제4부)》 (1975년), 《김두한과 서대문 1번지》 (1981년)
- 이강조 - 《김두한형 시라소니형》 (1981년), 《대명》 (1993년)
- 박상민 - 《장군의 아들》 (1990년), 《장군의 아들 2》 (1991년), 《장군의 아들 3》 (1992년)

### 소설
- 홍성유 - 《인생극장》 (1985년)[95]

### 만화
- 김창호 - 《풍운아 김두한》 (1970년대)
- 김창호 - 《소년 김두한》 (1970년대)
- 하주형 - 《잇뽕전》 (2009년)[96]

### 음반
- 타카피(TACOPY) - 《김두한》 (2002년)[97]

## 같이 보기
| - 김구 - 백의사 - 대한민주청년동맹 - 이승만 - 조병옥 - 신익희 | - 장택상 - 박헌영 - 조선공산당 - 신불출 - 중앙정보부 - 박정희 - 민관식 - 심영 | - 김영삼 - 김승호 - 염동진 - 한국독립당 | - 정진룡 - 이범석 - 이정재 - 이성순 - 이규갑 - 존 하지 - 한독당 내란음모사건 |

## 참고 자료
- "장군 아들 아니면, 족보엔 왜 실렸나" 한국일보

## 역대 선거 결과
|  | 28.63% |

|  | 23.93% |

|  | 18.37% |

|  | 46.08% |

|  | 28.4% |

|  | 44.97% |